# Vallecrosia (stacja kolejowa)
Vallecrosia (wł: Stazione di Vallecrosia) - stacja kolejowa w Vallecrosia, w regionie Liguria, we Włoszech. Znajdują się tu 2 perony.